# Siège de Besançon (1336)
Pour les articles homonymes, voir Siège ou bataille de Besançon.
Le siège de Besançon de 1336 appelé aussi bataille de la Malcombe, est un épisode marquant du conflit entre le Comté de Bourgogne et la Ville libre d'Empire de Besançon, qui s'amorce en 1335 et court jusqu'en 1348. 

## Contexte
À la mort de Jeanne II, le comté revint à sa fille Jeanne III qui avait épousé en 1318 Eudes IV, duc de Bourgogne. Le duché et le comté de Bourgogne se retrouvèrent ainsi unis. Les barons comtois, menés par Jean II de Chalon-Arlay, se rebellèrent contre Eudes IV à plusieurs reprises (1335-1336, 1342-1343 et 1346-1348). Eudes IV de Bourgogne est alors régent, mais sa prédominance jugée autoritaire heurte une partie de la noblesse locale. 

## La bataille
En avril 1336, Jean II de Chalon-Arlay, soutenu par les comtes et cités de Montbéliard, Neuchâtel, et Besançon, se soulève. Alors que Salins-les-Bains et Pontarlier sont incendiées, le domaine ducal du château de Thoraise est mis à sac par des citoyens de la région. Eudes IV riposte en assiégeant Besançon et ses environs, du 14 au 20 août 1336,. Le 17 août quelque 9 000 cavaliers sont présents à la combe Bochard, afin d'attendre et de livrer bataille aux contingents rebelles,. Environ 1 000 Comtois sont tués, le reste des troupes battant en retraite. Les cadavres seront ensevelis sur place. Cette date marque l'interruption des hostilités dans la ville malgré quelques résistances, notamment par la garantie de l'archevêque Hugues VI de Vienne. La combe Bochard, de sinistre mémoire, a été baptisée la combe du malheur, d'où la dénomination actuelle de Malcombe.